# Таборная (приток Вишеры)

Таборная — река в России, протекает в Красновишерском районе Пермского края. Устье реки находится в 332 км по левому берегу реки Вишера. Длина реки составляет 11 км. 
Исток реки на западных склонах хребта Тулымский Камень (Северный Урал). Река течёт на запад, а затем на северо-запад, стекая с хребта в долину Вишеры. Всё течение проходит по территории заповедника Вишерский в ненаселённой местности и имеет горный характер, на реке несколько каскадов водопадов. На последних километрах река уходит под землю в карстовые пустоты.

## Данные водного реестра
По данным государственного водного реестра России относится к Камскому бассейновому округу, водохозяйственный участок реки — Кама от водомерного поста у села Бондюг до города Березники, речной подбассейн реки — бассейны притоков Камы до впадения Белой. Речной бассейн реки — Кама.
По данным геоинформационной системы водохозяйственного районирования территории РФ, подготовленной Федеральным агентством водных ресурсов:
- Код водного объекта в государственном водном реестре — 10010100212111100004235
- Код по гидрологической изученности (ГИ) — 111100423
- Код бассейна — 10.01.01.002
- Номер тома по ГИ — 11
- Выпуск по ГИ — 1